# Gran Premio d'Italia 1948
Il Gran Premio d'Italia 1948 è stato un Gran Premio automobilistico disputato sul circuito del Parco del Valentino a Torino, il 5 settembre 1948. È stato vinto dal pilota francese Jean-Pierre Wimille su Alfa Romeo 158, alla sua ultima vittoria in un Gran Premio internazionale. La gara è considerata come una delle Grandes Épreuves della stagione di Gran Premi 1948. Il Gran Premio venne corso seguendo il regolamento internazionale per Gran Premi di Formula A o Formula 1.

## Vigilia
Nel 1948 l'Automobile Club Italiano si trovò nuovamente di fronte al problema di dover trovare una sede adatta per il suo Gran Premio. Il circuito cittadino del Portello (intorno alla Fiera di Milano) che era stato utilizzato l'anno precedente, si era rivelato non conforme per un Gran Premio e al momento della stesura del calendario delle corse non era ancora prevedibile che i danni legati alla guerra sarebbero stati in gran parte eliminati nella tradizionale sede del Gran Premio d'Italia all'Autodromo di Monza entro l'estate. Così la scelta ricadde infine sul Parco del Valentino di Torino, dove già nel 1946 con il Gran Premio del Valentino si era svolta con successo una delle gare più importanti della prima stagione del dopoguerra.
L'importanza delle corse automobilistiche in Italia, è resa evidente dal fatto che non meno di 35 iscrizioni sono state ricevute per la gara, tanto che per la prima volta nella storia del Gran Premio, i partecipanti hanno dovuto qualificarsi per una delle 20 posizioni di partenza disponibili sulla base dei loro tempi sul giro ottenuti in prova.
Il ritorno di Trossi all'Alfa Romeo significò anche che Alberto Ascari, che era subentrato come suo sostituto nel precedente Gran Premio di Francia, tornò al team Maserati per unirsi al suo amico Luigi Villoresi in una delle nuove Maserati 4CLT/48 del team semi-ufficiale Scuderia Ambrosiana. Altre tre nuove 4CLT/48 furono guidate da Franco Cortese e dai britannici Reginald Parnell e Leslie Brooke.
Anche il ritorno della Scuderia Ferrari sul palcoscenico del Gran Premio e il suo ingresso come costruttore indipendente di vetture da corsa è stato accompagnato da grande attenzione di pubblico. Sebbene il marchio Ferrari fosse già stato più volte rappresentato nelle liste dei partecipanti alle precedenti Grandes Épreuves della stagione, queste erano sempre state auto sportive da corsa utilizzate privatamente del tipo Ferrari 166SC "Inter", che potevano essere utilizzate anche come auto da corsa grazie al loro design con ruote indipendenti. Nel frattempo, però, il capo progettista Gioacchino Colombo, passato dall'Alfa Romeo alla Ferrari nel dopoguerra, aveva sviluppato anche la Ferrari 125, la prima "vera" vettura da corsa di Formula 1 per la Ferrari, che sarebbe stata utilizzata per la prima volta a Torino in tre esemplari. A causa della mancanza di piloti regolari, la nuova squadra ingaggiò Giuseppe Farina, che aveva già vinto il Gran Premio di Monaco per Maserati all'inizio della stagione, così come il veterano del Gran Premio Raymond Sommer e il pilota thailandese Prince Bira, che come discendente della famiglia reale thailandese si fece un nome anche al volante delle voiturette prima della guerra. Tuttavia, sia il team che i piloti mancavano di esperienza con la nuova vettura da corsa, quindi Farina, ad esempio, ha effettuato test notturni sulla pista non ancora chiusa del Gran Premio in vista della gara. Tuttavia, divenne presto chiaro che il relativamente semplice motore V12 da 1,5 litri con solo una semplice sovralimentazione non solo mancava della potenza per rappresentare una seria sfida per Alfa Romeo, ma che il passo estremamente corto della vettura e la carreggiata stretta comportavano anche una tenuta di strada problematica.
Infine, dei quattro piloti Talbot Lago, Philippe Étancelin, Louis Rosier e Gianfranco Comotti avevano già gli attuali modelli Talbot T26C del dopoguerra, mentre Louis Chiron continuò con il suo prototipo "Monoplace-Centrale" del periodo prebellico. Le auto da corsa francesi con i loro motori aspirati a sei cilindri da 4,5 litri sono state in grado di segnare punti al meglio con la loro stabilità e il basso consumo di carburante.

## Qualifiche

### Risultati[2]
| Pos | Nº | Pilota              | Costruttore      | Tempo  | Griglia |
| --- | -- | ------------------- | ---------------- | ------ | ------- |
| 1   | 52 | Jean-Pierre Wimille | Alfa Romeo       | 2'16"6 | 1       |
| 2   | 46 | Carlo Felice Trossi | Alfa Romeo       | 2'18"4 | 2       |
| 3   | 40 | Gigi Villoresi      | Maserati         | 2'20"0 | 3       |
| 4   | 28 | Raymond Sommer      | Scuderia Ferrari | 2'20"4 | 4       |
| 5   | 6  | Consalvo Sanesi     | Alfa Romeo       | 2'21"6 | 5       |
| 6   | 36 | Nino Farina         | Scuderia Ferrari | 2'23"0 | 6       |
| 7   | 38 | Alberto Ascari      | Maserati         | 2'23"5 | 7       |
| 8   | 44 | Louis Chiron        | Talbot-Lago      | 2'27"0 | 8       |
| 9   | 8  | Reg Parnell         | Maserati         | 2'27"5 | 9       |
| 10  | 60 | Gianfranco Comotti  | Talbot-Lago      | 2'28"1 | 10      |

## Gara

### Risultati[3]
| Pos | Pilota                              | Vettura            | Giri | Tempo/ritiro                         | Griglia |
| --- | ----------------------------------- | ------------------ | ---- | ------------------------------------ | ------- |
| 1   | Jean-Pierre Wimille                 | Alfa Romeo 158     | 75   | 3h10'42"4                            | 1       |
| 2   | Luigi Villoresi                     | Maserati 4CLT/48   | 74   | +2 giri                              | 3       |
| 3   | Raymond Sommer                      | Ferrari 125        | 73   | +2 giri                              | 4       |
| 4   | Alberto Ascari                      | Maserati 4CLT/48   | 72   | +3 giri                              | 7       |
| 5   | Reg Parnell                         | Maserati 4CLT/48   | 72   | +3 giri                              | 9       |
| 6   | Louis Rosier                        | Talbot-Lago T26C   | 70   | +5 giri                              | 14      |
| 7   | Franco Comotti                      | Talbot-Lago T26C   | 70   | +5 giri                              | 10      |
| 8   | Philippe Étancelin                  | Talbot-Lago T26C   | 69   | +6 giri                              | 16      |
| 9   | Emmanuel de Graffenried             | Maserati 4CL       | 67   | +8 giri                              | 11      |
| 10  | Eugène Chaboud                      | Delahaye 135 S     | 67   | +8 giri                              | 20      |
| 11  | Leslie Brooke                       | Maserati 4CLT/48   | 67   | +8 giri                              | 18      |
| NC  | B. Bira                             | Ferrari 125        | 66   | +9 giri                              | 15      |
| Rit | Carlo Felice Trossi Consalvo Sanesi | Alfa Romeo 158     | 53   | Supercharger                         | 2       |
| Rit | Giuseppe Farina                     | Ferrari 125        | 51   | Incidente                            | 6       |
| Rit | Consalvo Sanesi                     | Alfa Romeo 158     | 42   | Incidente                            | 5       |
| Rit | Piero Taruffi                       | Maserati 4CL       | 41   | Valvola                              | 13      |
| Rit | Louis Chiron                        | Talbot-Lago T26    | 41   | Guarnizione della testa del cilindro | 8       |
| Rit | Yves Giraud-Cabantous               | Simca-Gordini T15  | 40   | Motore                               | 19      |
| Rit | Franco Cortese                      | Maserati 4CL       | 12   | Motore                               | 12      |
| Rit | Robert Manzon                       | Simca-Gordini T15  | 9    | Motore                               | 17      |
| DNQ | Charles Pozzi                       | Talbot-Lago T26SS  |      |                                      |         |
| DNQ | Nello Pagani                        | Maserati 4CL       |      |                                      |         |
| DNQ | Juan Jover                          | Maserati 4CL       |      |                                      |         |
| DNQ | Mario Lietti                        | Talbot-Darracq 700 |      |                                      |         |
| DNQ | Dioscoride Lanza                    | Maserati 4CL       |      |                                      |         |
| DNQ | Richard Ramseyer                    | Maserati 4CM       |      |                                      |         |
| DNQ | Paco Godia                          | Maserati 4CL       |      |                                      |         |
| DNQ | Lamberto Grolla                     | Stanguellini       |      |                                      |         |
| DNP | John Gordon Bennett                 | ERA B-Type         |      | Non presente                         |         |